# 정응충
정응충(鄭応沖, ?~?)은 송나라의 관리이자, 서산 정씨의 도시조이다. 송나라가 멸망하자 고려로 망명했다.